# Andrzej Anderwald
Andrzej Tomasz Anderwald (ur. 6 kwietnia 1964 w Strzelcach Opolskich) – polski duchowny rzymskokatolicki, profesor nauk teologicznych, wykładowca Uniwersytetu Opolskiego. Specjalizuje się w teologii fundamentalnej.

## Życiorys
Święcenia kapłańskie przyjął w 1989. Pełnił funkcję prodziekana ds. nauki i współpracy z zagranicą Wydziału Teologicznego Uniwersytetu Opolskiego. Od 2012 do 2015 roku był wicerektorem Wyższego Międzydiecezjalnego Seminarium Duchownego w Opolu, a od 2016 do 2022 roku jego rektorem. Sekretarz Komitetu Nauk Teologicznych Polskiej Akademii Nauk (2012-2015).

## Publikacje
- Nauki przyrodnicze w procesie rozpoznania cudu (1997)
- Rozum i wiara (red.) (2001)
- Teologia a nauki przyrodnicze. Rola wiedzy przyrodniczej w dociekaniach teologicznych (2007)
- Tożsamość teologii (red. z Tadeusz Dola, Marian Rusecki (2010)
- Wiara w poszukiwaniu zrozumienia. Hermeneutyki teologiczne 50 lat po Soborze Watykańskim II: z naukowej współpracy wydziałów teologicznych Uniwersytetów Monastyru i Opola (red. z Reinhold Zwick (2014)
- Zur Vernünftigkeit des Glaubens. Überlegungen zum Dialog zwischen (Fundamental-) Theologie und Naturwissenschaften (2017)[4]